# لونا لوفجود
لونا لوفجود (بالإنجليزية: Luna Lovegood)‏ شخصية خيالية وردت في سلسلة هاري بوتر للمؤلفة البريطانية ج. ك. رولنغ. يتهمها الكثيرون بأنها خرقاء بل وغريبة الأطوار أيضا. يتضح للجميع في النهاية أنها انطوائية فحسب حيث ستشارك هاري في عدة صفات كمشاهدتها لموت امها وهي في التاسعة من عمرها.

## المستقبل
كانت لونا من أول أعضاء جيش دمبلدور وسترافق هاري ورون وجيني وهرميون ونيفل في معركة قسم الغرائب والأسرار في السنة الخامسة.
لها باتروناس على شكل أرنب وستحضر هي ووالدها حفل زواج بيل ويزلي وفلور ديلاكور وستكون من قواد الجيش في الجزء السابع الي جانب نيفيل وجيني وسيختطفها آكلي الموت من القطار في طريقها إلى هوغورتس بسبب كتابات والدها الثوارية ضد الوزارة (أي بالتالي في هذا الوقت فولدمورت) وستسجن في منزل آل مالفوي وستهرب مع هاري ورون وهرميون وأوليفاندر صانع العصي السحرية الشهير بحارة دياجون بمساعدة قزم المنزل دوبي الذي سينقلهم إلى منزل الأصداف الخاص ببيل ويزلي وفلور ديلاكور.
في المستقبل تجوب العالم للبحث عن المخلوقات السحرية العجيبة وتتزوج من رولف حفيد أحد علماء الطبيعة المشهورين نيوت سكامندر ويصبح لديها طفلان توأمان: لوركان ولايسندر. و طفلة ثالثة اسمها جنالوسي تكبر لتصبح رسامة مشهورة و كاتبة مرموقة